# 프로 보노
프로 보노(라틴어: pro bono)는 변호사를 선임할 여유가 없는 개인 혹은 단체에 대해 보수를 받지 않고 법률서비스를 제공하는 것을 말한다. 주로 저소득층이나 형사사건을 맡는다. 라틴어 문구인 '공익을 위하여(pro bono publico)'의 약어이다.

## 한국의 프로 보노
사법연수원 1학년 여름 방학 기간에 법률 봉사 활동을 하는데 공공 단체나 사회 단체에서 2-4주 정도 무료 법률 상담활동을 한다. 구청, 법률구조공단, 노동 단체, 소비자 단체등에서 방문자, 전화 상담, 인터넷 상담을 한다.
사회적기업 전문컨설팅그룹인 SCG(Social Consulting Group)는 고영 대표를 중심으로 지난 2006년부터 사회적 기업을 대상으로 프로보노 봉사활동을 펼쳐오고 있다

### 한국 변호사의 공익활동 의무
공익활동 등에 관한 규정 제 2 조 [ 공익활동의 내용 ]에 따르면 공익활동이라 함은 다음 각호에서 정하는 것을 말한다.
1. 시민의 권리나 자유 또는 공익을 위하거나 경제적인 약자를 돕기 위하여 마련된 자선단체, 종교단체, 사회단체, 시민운동단체 및 교육기관 등 공익적 성격을 가진 단체에 대하여 무료 또는 상당히 저렴한 비용으로 법률서비스를 제공하는 활동과 위 공익적 단체의 임원 또는 상근자로서의 활동 중 이 회 또는 지방변호사회가 공익활동으로 인정하는 활동 (2003. 2. 10. 개정)
2. 이 회 또는 지방변호사회의 임원 또는 위원회의 위원으로서의 활동 (2003. 2. 10. 개정)
3. 이 회 또는 지방변호사회가 지정하는 법률상담변호사로서의 활동 (2003. 2. 10. 개정)
4. 이 회 또는 지방변호사회가 지정하는 공익활동 프로그램에서의 활동 (2003. 2. 10. 개정)
5. 국선변호인 또는 국선대리인으로서의 활동 (2003. 2. 10. 개정)
6. 법령 등에 의해 관공서로부터 위촉받은 사항에 관한 활동 (다만, 상당한 보수를 받는 경우를 제외) (2003. 2. 10. 개정)
7. 개인에 대한 무료변호 등 법률서비스 제공 행위 가운데 공익적 성격을 가진 것으로서 이 회 또는 지방변호사회가 공익활동으로 인정하는 활동 (2003. 2. 10. 개정)
위 규정에 따르면 연간 30시간의 공익활동을 하여야 하고 부득이한 사정으로 하지 못할 경우 1시간당 20,000 ~ 30,000원의 금액을 지방변호사회에 납부하여야 한다.

## 미국의 프로 보노
미국 변호사 협회 윤리 규정은 일년에 최소 50시간을 프로 보노 활동을 할 것을 권장하고 있다.

## 확대 의미
변호사의 무료 법률 상담의 벗어나 최근에는 각 분야의 전문가가 공익을 위하여 자신의 전문적 지식, 기술, 경험 등을 기부하는 활동 또는 그러한 활동을 실천하는 사람을 뜻하는 말로 그 의미가 확장되었습니다.
하지만 다른 봉사활동과는 달리 봉사자가 자신의 전문 분야를 살려 돕는 것이 특징이다.

## 같이 보기
- 법조윤리